# Peregrine Mission One
El vol Peregrine Lunar Lander 01, comunament conegut com a Peregrine Mission One, va ser una missió americana d'aterratge lunar sense èxit. L'aterratge, anomenat Peregrine, va ser construït per Astrobotic Technology  i portava càrregues útils per al programa de serveis de càrrega útil lunar comercial de la NASA (CLPS). Peregrine Mission One es va llançar el 8 de gener de 2024, a les 2:18 am EST, en el vol inaugural del coet Vulcan Centaur (Vulcan). L'objectiu era aterrar el primer aterratge lunar construït pels Estats Units a la Lluna des del mòdul lunar Apollo tripulat a l'Apollo 17 el 1972.
L'aterrador portava múltiples càrregues útils, amb una capacitat de càrrega útil de 90 kg. Poc després que l'aterratge es va separar del coet Vulcan en òrbita d'injecció lunar, es va desenvolupar una fuita de propelent que va impedir que l'aterrador completés la seva missió. Després de sis dies en òrbita, la nau espacial va ser redirigida a l'atmosfera terrestre, on es va cremar sobre l'oceà Pacífic el 18 de gener de 2024.

## Història

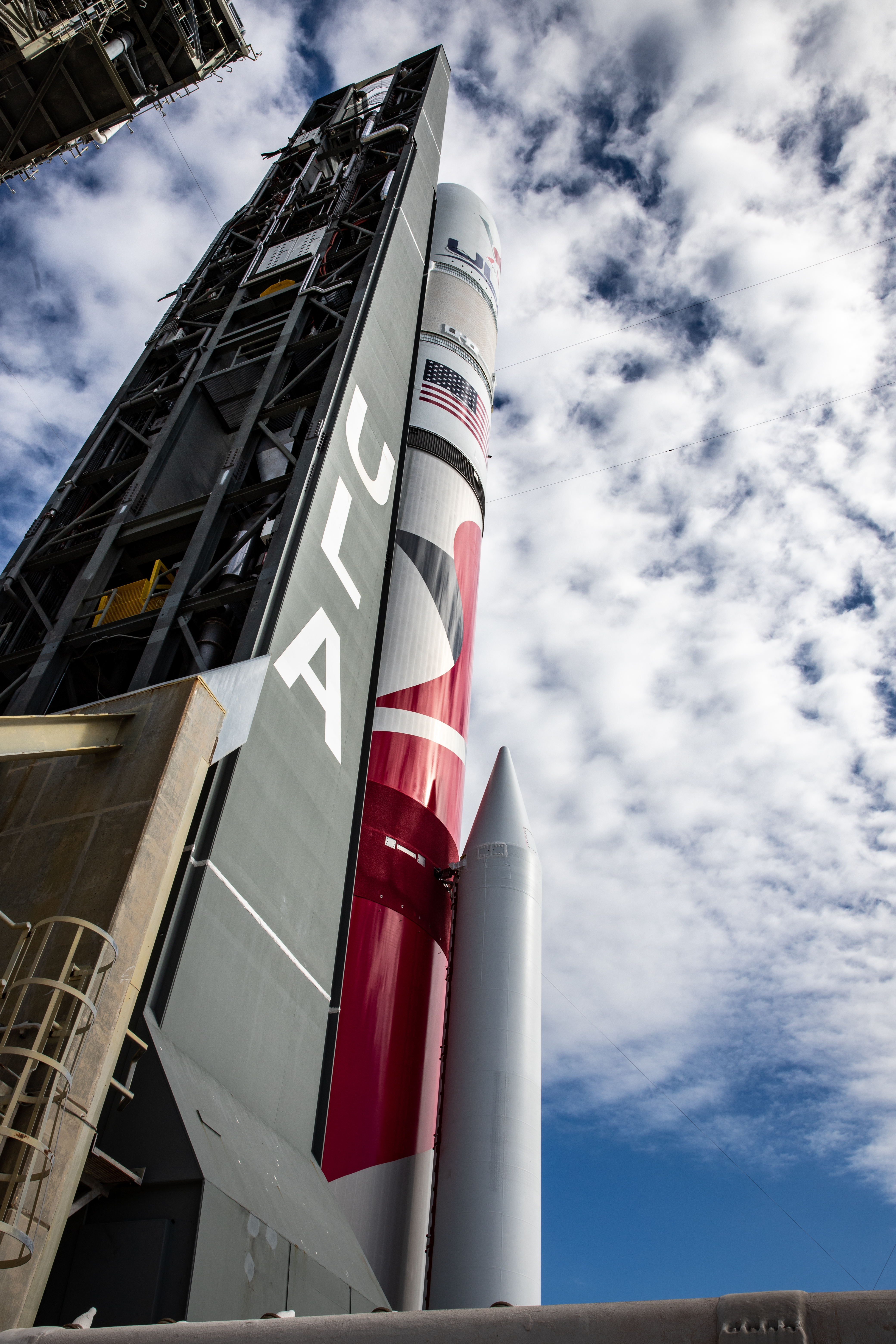
Peregrine s'està desplegant al Complex de llançament espacial 41 dalt d'un Centaure Vulcà el 5 de gener de 2024

El juliol de 2017, Astrobotic va anunciar un acord amb United Launch Alliance (ULA) per llançar el seu aterratge Peregrine a bord d'un vehicle de llançament Vulcan. Aquesta primera missió d'aterratge lunar, anomenada Mission One, s'havia de llançar inicialment el juliol de 2021.
El 29 de novembre de 2018, Astrobotic va ser elegible per licitar als serveis de càrrega útil lunar comercial (CLPS) de la NASA per lliurar càrregues útils de ciència i tecnologia a la Lluna.
El maig de 2019, Mission One va rebre el seu primer contracte d'aterratge de la NASA per a 14 càrregues útils.   També tenia 14 càrregues útils comercials, incloent petits rovers de Hakuto, Team AngelicvM,  i un rover més gran de la Universitat Carnegie Mellon, anomenat Andy, que té una massa de 33 kg (73 lb) i és 103 cm (41 en) alt. Un altre petit rover, Spacebit, amb un pes d' 1.5 kg (3,3 lb), va ser dissenyat per viatjar almenys 10 m (33 peus) a quatre potes. Altres càrregues útils inclouen una biblioteca, en microimpressió sobre níquel, amb continguts de la Viquipèdia i el projecte Rosetta de Long Now Foundation.  Les companyies d'enterrament espacial Elysium Space i Celestis van pagar a Astrobotic per portar restes humanes. La decisió d'incloure restes humanes va ser criticada per la Nació Navajo, el president de la qual, Buu Nygren, va argumentar que la Lluna és sagrada per als Navajo i altres nacions índies americanes.
El juny de 2021, el director general d'ULA, Tory Bruno, va anunciar que els problemes de càrrega útil i de prova del motor retardarien el vol inaugural de Vulcan, amb Mission One a bord, fins al 2022. El 23 de febrer de 2023, ULA va anunciar una data prevista de llançament per a la missió del 4 de maig de 2023. Després d'una anomalia durant les proves del Centaure Vulcà el 29 de març, el llançament es va retardar fins a juny o juliol,  i després fins a finals de 2023.
A principis de desembre de 2023, Bruno va dir que els problemes trobats durant un assaig general del coet mullat probablement retardarien el llançament fins a la següent finestra de llançament, el 8 de gener.
Peregrine porta una massa màxima de càrrega útil de 90 kg (200 lb) durant la Missió Un,  i estava previst aterrar a Gruithuisen Gamma.
La massa de càrrega útil per a la segona missió planificada (Missió Dos) està limitada a 175 kg (386 lb), i les missions Tres i posteriors tindrien la capacitat de càrrega útil completa de 265 kg (584 lb)

## Aterratge

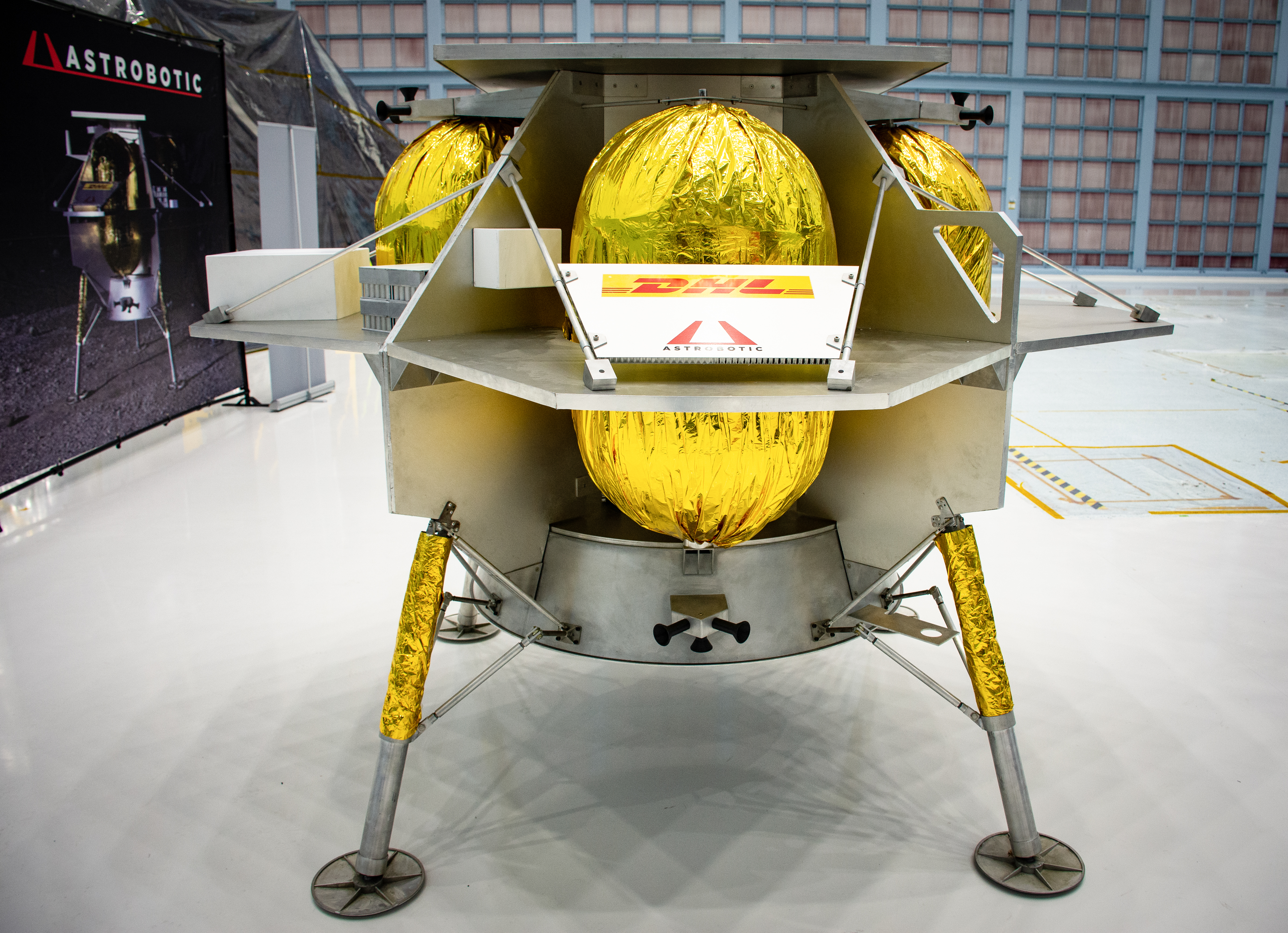
Aterratge pelegrí astrobòtic

El 2016, Astrobotic va anunciar plans per construir l'aterratge Peregrine,  basat en el seu concepte d'aterratge anterior, Griffin, que era més gran però amb la mateixa capacitat de càrrega útil. Astrobotic va contractar Airbus Defence and Space per ajudar a perfeccionar el disseny de l'aterratge.
L' autobús Peregrine és en gran part d'aliatge d'alumini, i és reconfigurable per a missions específiques. El seu sistema de propulsió té cinc propulsors construïts per Frontier Aerospace, produint 150 cadascun. lb (667 N ) d'empenta. Aquest sistema de propulsió va ser dissenyat per gestionar la injecció translunar, les correccions de trajectòria, la inserció de l'òrbita lunar i el descens motoritzat. El sistema de propulsió pot lliurar un òrbita a la Lluna i realitzar un aterratge suau motoritzat. L'aterratge pot transportar fins a 450 kg (990 lb) de massa bipropel·lent en quatre dipòsits; la seva composició és MON-25 / MMH, un bipropel·lent hipergòlic. Per al control d'actitud (orientació), la nau espacial utilitza 12 propulsors (45 N cadascun) també alimentats per MON-25/MMH.
L'aviònica de la nau espacial incorpora guia i navegació cap a la Lluna, i un LiDAR Doppler per ajudar a l'aterratge automatitzat a quatre potes. Des de la missió 2, la seva el·lipse d'aterratge serà de 100 mx 100 m, des de 24 km × 6 km abans.
Peregrine fa uns 2,5 m d'ample i 1,9 m d'alçada, i hauria estat capaç de lliurar fins a 265 kg (584 lb) de càrrega útil a la superfície de la Lluna.   
Els seus sistemes elèctrics estan alimentats per una bateria d'ions de liti que es recarrega mitjançant un panell solar fet de GaInP/GaAs/Ge. Els radiadors i els aïllants tèrmics s'utilitzen per eliminar l'excés de calor, però l'aterratge no porta escalfadors, per la qual cosa no s'espera que els primers aterradors peregrinos sobrevisquin a la nit lunar,  que dura 14 dies terrestres. Les futures missions es podrien adaptar per fer-ho.
Per a les comunicacions amb la Terra, l'aterrador utilitza freqüències dins del rang de banda X per a l'enllaç ascendent i descendent. Després de l'aterratge, un mòdem Wi-Fi de 2,4 GHz permetrà la comunicació sense fil entre l'aterrador i els rovers desplegats a la superfície lunar.

## Missió

### Llançament i trajectòria

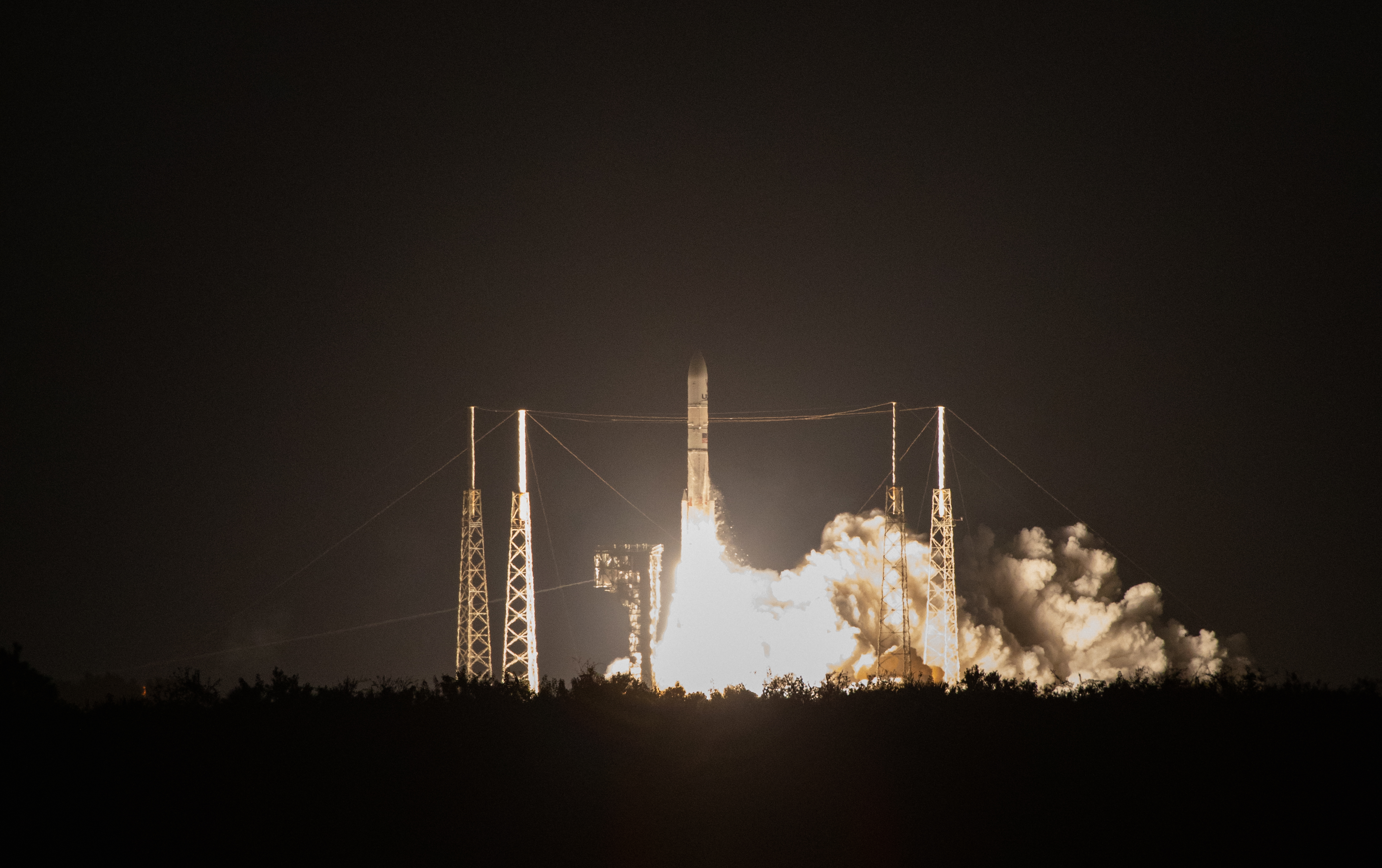
Llançament de l'aterratge lunar Peregrine en el primer vol de Vulcà

El 8 de gener de 2024 ULA va utilitzar el vol inaugural del coet Vulcan Centaur per llançar la missió Peregrine. L'enlairament des del complex de llançament espacial 41 de Cap Cañaveral va tenir lloc a les 2:18 am EST. El coet es va llançar amb la configuració VC2S, amb dos propulsors de coets sòlids i un carenat de longitud estàndard. Els propulsors de coets sòlids es van separar del vehicle a T+1 minut 50 segons. La primera etapa va continuar disparant els seus motors BE-4 fins a T+4:59 i es va separar uns segons després. L'etapa superior del Centaure va començar la seva primera crema a T+5:15, que va trigar més de 10 minuts a completar-se i posar el vehicle en una òrbita terrestre baixa. Després d'una fase de costa, el Centaure va disparar per segona vegada a T+43:35 per iniciar la cremada per injecció translunar, que va durar uns tres minuts. L'aterratge Peregrine es va separar del coet a T+50:26.

### Fuita de propulsor
Aproximadament set hores després del llançament, Astrobotic va informar que un problema, probablement amb el sistema de propulsió, havia "impedit que [l'aterratge] aconseguís una orientació estable cap al sol". La companyia va dur a terme una maniobra no planificada de la nau espacial per girar els panells solars cap al Sol,  i, després d'una esperada interrupció de les comunicacions, va confirmar que la nau espacial tornava a generar prou potència. No obstant això, el problema es va identificar com una fuita gradual de propulsor que requeria un consum constant de combustible per contrarestar-la. A les 21:16 EST, Astrobotic va dir en un comunicat que els propulsors estaven funcionant "molt més enllà dels seus cicles de vida útils esperats" i que "la nau espacial podria continuar en un estat d'apuntament solar estable durant aproximadament 40 hores més" abans que s'acabés combustible, després perd el control d'actitud i la potència.

### Reentrada
La nau espacial finalment va arribar a una posició que li hauria permès arribar a la Lluna amb correccions de trajectòria. Sis dies després de la missió, Astrobotic va decidir dirigir la nau espacial perquè es cremés a l'atmosfera de la Terra per evitar les deixalles espacials. Al final, la nau espacial mai va abandonar l'òrbita terrestre (altament el·líptica) on la va injectar el coet portador (excepte per fer una reentrada controlada a l'atmosfera terrestre).
Una reentrada controlada va tenir lloc a les 15:59 del 18 de gener EST (20:59 UTC),  amb possible impacte en algun lloc prop de Point Nemo, un cementiri de naus espacials al Pacífic Sud. L'últim contacte amb la nau va ser aconseguit per DSS36, una antena del DSN a Canberra.

## Referència
1. ↑  «Peregrine Mission 1 (Astrobotic)» (en anglès). [Consulta: 25 gener 2025].
2. ↑  «MAKING HISTORY WITH PEREGRINE» (en anglès). [Consulta: 25 gener 2025].
3. ↑  «Peregrine Mission One» (en anglès). [Consulta: 25 gener 2025].
4. ↑  «Peregrine Mission One - all you need to know about the moonlanding mission» (en anglès), 08-01-2024. [Consulta: 25 gener 2025].